# IC 2190
IC 2190 је спирална галаксија у сазвјежђу Кочијаш која се налази на листи објеката дубоког неба у Индекс каталогу.
Деклинација објекта је + 37° 27' 6" а ректасцензија 7h 29m 54,3s. Привидна величина (магнитуда) објекта IC 2190 износи 14,0 а фотографска магнитуда 14,8. IC 2190 је још познат и под ознакама UGC 3880, MCG 6-17-13, CGCG 177-26, PGC 21144.